# Artur Ioniță
Artur Ioniţă, född 17 augusti 1990 i Chișinău, Moldaviska SSR, Sovjetunionen, är en moldavisk fotbollsspelare. Ioniță spelar för närvarande i Calcio Lecco 1912 i italienska Serie C, på lån från Pisa.

## Meriter

### Klubb
Zimbru Chișinău
- Cupa Moldovei: 2006/2007

 Aarau
- Challenge League: 2012/2013